# 小型模組化反應爐

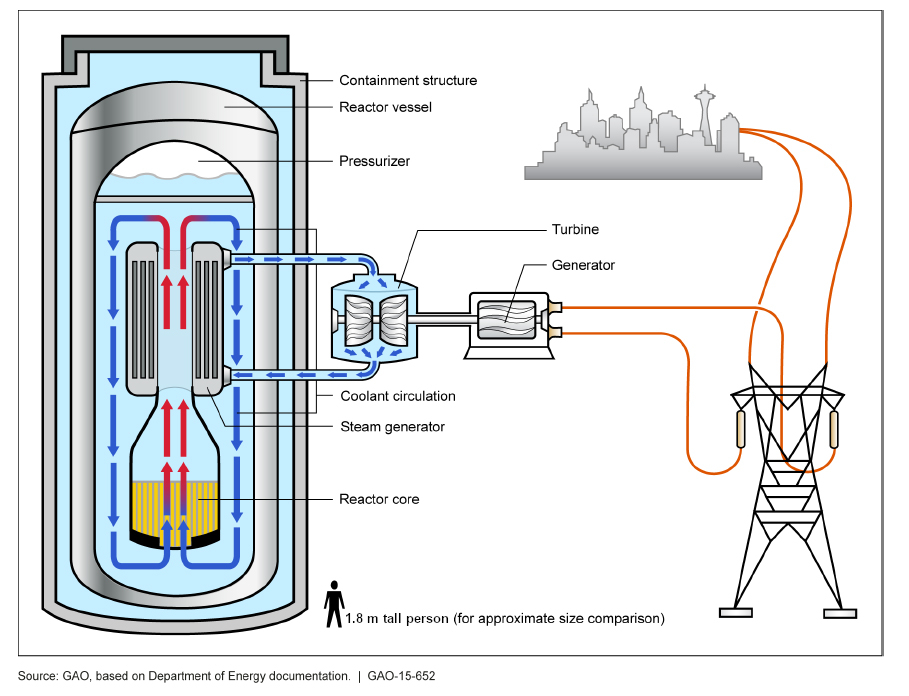
圖示小型輕水模組化反應爐(SMR)

小型模組化反應爐（英語：Small Modular Reactor, SMRs）是比常規核分裂反應爐小的反應爐，且它們的電力輸出少於300MWe或熱功率的輸出少於1000MWth。
這反應爐旨在可以在工廠大量生產與運輸到指定位置安裝。模組化反應爐會減少建築物的結構，增加建築效率和聲稱可提高反應爐的安全性。更高的安全性應使用無需人類干預的被動安全功能來實現，這種概念已經在部分傳統反應爐中實行。與傳統反應爐相比，小型模組化反應爐亦減少員工數量。 據稱，小型模組化反應爐跨越了阻礙傳統反應爐建設的財務和安全障礙。
小型模組化反應爐這個詞語只是對應着反應爐的規模，容量和模組化結構，並不是其使用的反應爐類型與核反應過程。設計範圍從現有設計的縮小版本到第四代設計。已經提出了熱中子反應爐和快中子反應爐，以及融鹽和氣冷反應爐模型。
雖然許多的小型模組化反應爐仍處於未完成示範項目，但在俄羅斯佩韋克的浮動核電廠，羅蒙諾索夫院士浮動核能發電廠是截至 2019 年底，世界上第一個也是唯一一個完成的與電網連接的工作原型。羅蒙諾索夫院士浮動核能發電廠有2個反應爐，每一個的裝機容量為35 MWe。是基於核能破冰船的設計概念。2021 年 7 月，世界首個陸上商用的小型模組化反應爐與中國核工業集團公司的玲瓏一號反應爐開工建設。預計將於2026年底投入運轉。
造成商業運轉障礙的原因之一或許是核電廠之許可證之取得，因為目前只有適用於傳統核反應爐設計的監管制度。小型模組化反應爐與傳統反應爐有着員工人數、安全性、運作時間......上的不同。許可證的時間、成本和風險是關鍵的成功因素。美國政府評估小型模組化反應爐的相關風險的研究減緩了許可的速度。對小型模組化反應爐重點之一是防止核子武器擴散。

## 運作中的小型模組化反應堆
截至 2024 年，只有中國和俄羅斯成功建造了投入營運的小型模組化反應器 (SMR)。目前，19 個國家正在開發80 多種模組化反應器設計。 自 2020 年起，俄羅斯開始在遠東地區（佩韋克,Pevek）商業經營一座浮動核電廠「羅蒙諾索夫院士號(Akademik Lomonosov)」 。  此浮動核電廠是世界上首座此類核電廠。中國的球床模組化高溫氣冷反應器HTR-PM於 2021 年併網發電。

## 背景
在過去，核反應爐因經濟規模優勢而趨於變大。核災難，特別是1986年的車諾比核災和2011年的福島第一核電廠事故使核能受到重大打擊，全世界都暫停核能的發展，停止提供資金和關閉核電廠。
作為回應，引入了一項旨在建造小型反應爐的新戰略，建築時間更快，安全性更高與單一反應爐的建造成本較低。儘管失去了規模優勢和功率輸出大大減少，由於引入了模組化結構和預計時間較短的項目，預計融資會更容易。
支持者聲稱因為小型模組化反應爐使用標準模組，由於可在工廠大量生產，所以會變得更便宜。然而，小型模組化反應爐也有一些經濟上的缺點。幾項研究顯示，小型模組化反應爐的總成本與大型反應爐的成本相當。但是，關於小型模組化反應爐模組運輸的資訊極為有限。反對者認為模組化建造只有在大量生產相同類型反應爐的情況下才具有成本效益，考慮到每個小型模組化反應爐的成本仍然很高。獲得足夠的訂單需要較高的市場份額。
支持者聲稱，具有成熟技術的小型模組化反應爐本質上是安全的。反對者認為多個小型反應爐會造成更高的風險。將需要更多的核燃料和核廢料運輸。小型模組化反應爐需要採用新設計和新科技配合，安全才能得到保障。

## 一般層面

### 許可
一旦第一座小型模組化反應爐獲得許可，後續的許可應該會大大簡化，因為所有反應爐都以相同的方式運作。

### 可擴展性
一個發電站可由一個模組化反應爐開始，然後藉擴增反應爐以應付需求增長。這降低了與傳統設計相關的成本。
小型模組化反應爐具有負載追蹤設計，因此當電力需求較低時，它們可以產生更少的電力。

### 選址與基礎建設
小型模組化反應爐的佔地面積將小很多，如470MWe的三迴路Rolls-Royce反應爐需要40,000 m2 (430,000平方英呎)，是傳統核電站面積的10%。傳統核電站太大，無法滿足小型模組化反應爐的定義，並且將需要更多的現場施工，這會質疑小型模組化反應爐聲稱的優點。該公司的目標是 500 天的建設時間。
邊遠地區的電力需要通常少且多變，小型發電廠較適合它們。較小的尺寸還可以減少電網對分配發電廠電力輸出的需求。

### 安全性
阻圍越有效，擴散問題更少。例如，釋壓閥可以因增加的壓力以增加冷卻劑流量。自身安全特點不需要活動部件來工作，僅基於物理定律工作。另一個例子是反應爐底部的塞子，當溫度過高而融化時，反應爐燃料會從反應爐中排出並無法達到臨界質量。
德國聯邦核廢料管理安全辦公室 (BASE) 的一份報告考慮了136種過往和現時的反應爐與小型模組化反應爐的概念，發現與高輸出核電站相比，單個的小型模組化反應爐可能有安全優勢，每個反應爐的放射性物質的存量較低。但是產生同等電力需要更多的反應爐，會使整體風險成倍增加。該報告也指出，與製造商有時所說的相反，它必須假設在發生嚴重事故時，放射性污染會遠遠泄漏至核電廠外。

### 核擴散
許多小型模組化反應爐設計使用和普通核電廠不同的燃料，讓燃料有更高的燃耗值和更長的循環周期。長的核燃料補充間隔可降低核擴散的風險和放射性物質離開阻圍(放射性泄漏)的機會較低。對於在偏遠地區的反應爐，到達該地可能有一定的難度，延長燃料壽命可能會有所幫助。

## 類型

核裂變的鏈式反應以產生熱，發電。

小型模組化反應爐可用於多種設計。有些是目前反應爐的簡單版本，其他涉及全新的技術。所有建議的的小型模組化反應爐都是使用核裂變的。小型模組化反應爐的設計包含熱中子反應爐和快中子反應爐。

### 熱中子反應爐
熱中子反應爐利用中子慢化劑來慢化中子，通常使用U-235作為裂變材料。大多數常規運轉的反應爐都屬於這種類型。

### 中子增殖反應爐
中子快堆並不使用中子慢化劑。這些反應爐利用燃料吸收高速中子。這通常表示要在堆芯內改變燃料佈置，或使用不同的燃料。如Pu-239比U-235更容易吸收高速中子。
快堆亦可以作為增殖反應爐。這些反應爐釋放足夠中子，使不可裂變材料嬗變為可裂變材料。增殖反應爐的常見造法是以U-238的「毯子」包圍反應爐堆芯，U-238是鈾最為常見的放射性同位素。U-238經歷中子捕獲後，會成為Pu-239，可以在更換燃料時把它拿出來，隨後用作反應爐燃料。

## 技術

### 冷卻
普通的反應爐使用水作為冷卻劑。小型模組化反應爐可能使用水，液態金屬，氣體和融鹽作為冷卻劑。

### 熱/電力產生
一些氣冷反應爐設計利用氣體推動燃氣渦輪機，而不是燒水。熱能可被直接利用，無需轉換。熱可用於製氫和其他商業用途，如海水化淡，石油產品的生產(從油砂中提取石油，煤液化等)

### 人員配備
東芝 4S 等反應堆設計為在少量人員管理下即可運作。

### 負載跟踪
小型模組化反應爐的設計可提供電源的基本負載，也可以按照電力需求而調整輸出。另一種方法是採用熱電聯產，保持一定的輸出，同時將其他不需要的電力轉移到輔助用途。
區域供暖，製氫和海水淡化已被提議作為熱電聯產選項。夜間的海水化淡需要足夠的淡水儲存，以使水能夠在生產時以外的時間輸送。

## 核廢料
很多小型模組化反應爐是快堆設計，它們的燃料有很高的耗燃值，減少核廢料的數量。在更高的中子能量下，通常可以容許更多的裂變產物。增殖反應爐「燃燒」U-235，轉換增殖性材料如U-238至可用燃料。
一些反應爐的設計是在釷燃料循環上運作，與鈾循環相比，釷燃料循環顯著降低的長壽命廢物放射性毒性。
行波反應爐立即使用它產生的燃料，無需去除和清潔燃料。
德國聯邦核廢料管理安全辦公室 (BASE) 的一份報告指出小型模組化反應爐仍然需要大量的臨時存放核燃料和燃料運輸。在任何情況下仍然需要一個貯藏庫。

## 安全
冷卻系統可以使用自然循環(對流)，這除去可能發生故障的泵。對流在反應爐關閉後可繼續帶走衰變熱。
慢化劑和燃料中的負溫度係數使裂變反應受到控制，導致反應隨著溫度的升高而減慢。
一些小型模組化反應爐可能需要主動冷卻糸統來支持被動系統，從而增加成本。此外，小型模組化反應爐的設計對安全殼結構的需求較少。
一些小型模組化反應爐設計把反應爐和乏核燃料池掩埋於地下。
較小的反應爐較容易升級。

## 經濟

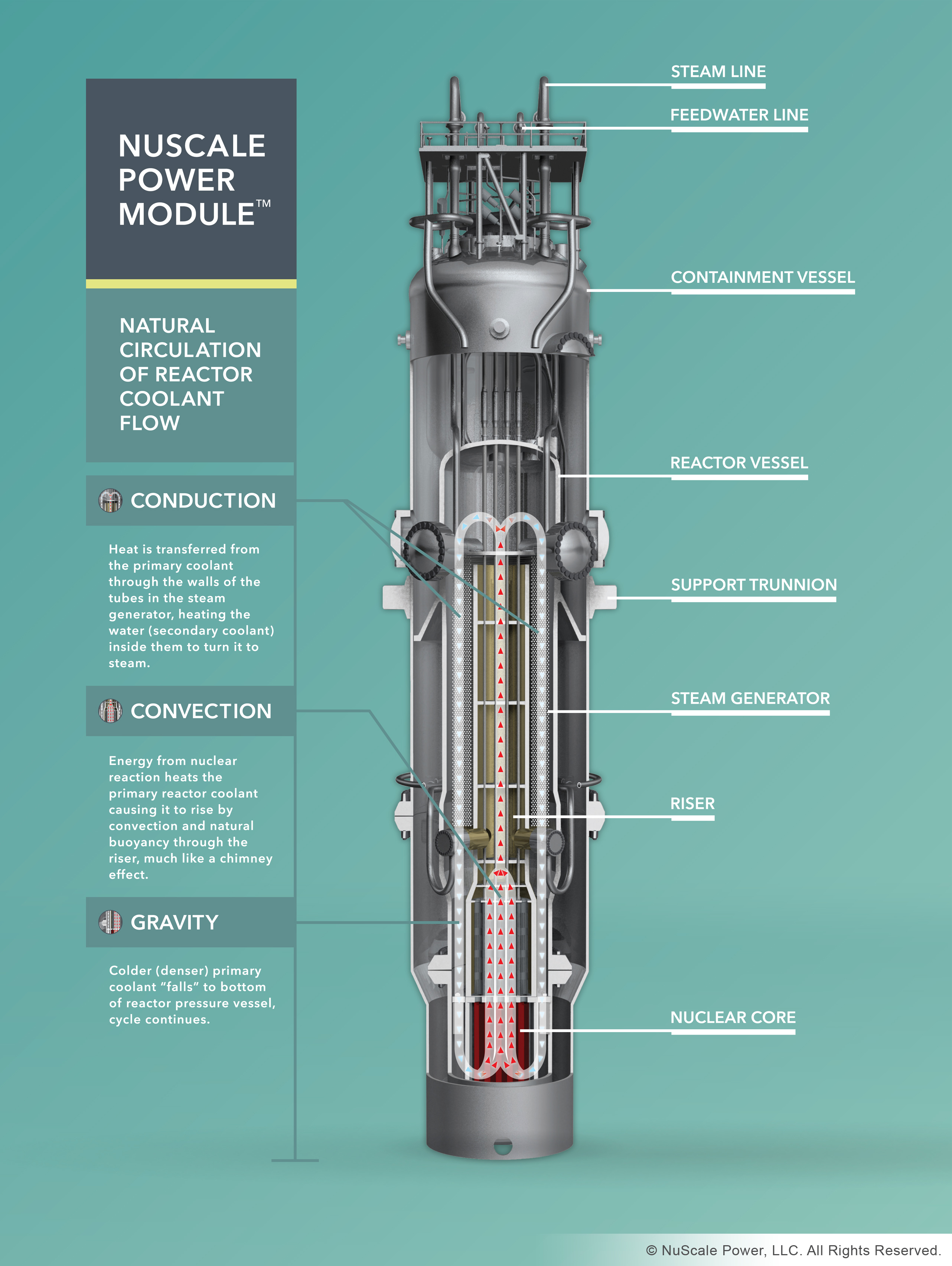
一个小型模块化反应堆的图表

對小型模組化反應爐感興趣的一個關鍵驅動因素是其聲稱的規模經濟，與大型的核反應爐相比較，這源於在製造工廠/製造廠中製造它們的能力。相反，一些研究發現小型模組化反應爐的資本成本與更大的反應爐相當。建造這些工廠需要龐大資金。攤銷該成本需要大量數量，估計為 40-70 個單位。
然而，小型模組化反應爐與大型的核反應爐相比較時，還應考慮小型模組化反應爐應彌補規模經濟不足的獨特特性，儘管沒有小型模組化反應爐設計提供所有這些特性。鑑於它的低裝機容量，這些特性會增加對建築物(核電廠)的數量，以獲得與大型反應爐相同功率。但其本身不會增加對核電廠的需求。金融和經濟上的問題會阻礙小型模組化反應爐的建設。
每個小型模組化反應爐的建造價格聲稱比普通的核電廠低，但開發利用小型模組化反應爐的價錢可能會較高，因為其小規模經濟和更多的反應爐。由於成本人員成本是固定的，單位產出電力的人員成本隨著反應爐尺寸的縮小而增加。小型模組化反應爐每單位產出電力的人員成本可能比大型反應爐的固定運轉成本高出190%。根據 2019 年的一份報告，模組化建築是非常複雜的過程，「關於小型模組化反應爐模組運輸的資訊極為有限」。
考慮到核電廠的規模經濟和學習效應，德國聯邦核廢料管理安全辦公室 (BASE) 進行的生產成本計算顯示，平均需要生產 3,000 個小型模組化反應爐才具有經濟效益。這是因為由於其電力輸出較低，小型模組化反應爐的建設成本相對高於大型核電站。
2017 年，一項針對八家公司的能源創新改革項目研究著眼於裝機容量在 47.5 MWe 和 1,648 MWe 之間的反應爐設計。該研究報告指出小型模組化反應爐的平均資本成本(美金)為$3782/kW，平均運營成本總計為 $21/MWh，均化電力成本為 $60/MWh。
Energy Impact Center創始人Bret Kugelmass聲稱數以千計的小型模組化反應爐可以同時建造，「從而降低了因施工進度延長而導致的較長借款時間相關的成本，並降低了目前與大型項目相關的風險溢價」。奇異日立核能執行副總裁喬恩·鮑爾(Jon Bal)表示同意，他說小型模組化反應爐的模組化元件也將有助於降低與延長建造時間相關的成本。

## 許可
採用小型模組化反應爐的一個主要障礙是許可流程。它是為常規的反應爐制定開發的，可防止在不同地點簡單部署相同的單元。特別的是美國核能管理委員會的許可程序主要集中在常規反應爐上。設計與安全規範，人員配備需求和許可費用，所有這些都針對電力輸出超過700MWe 的反應爐。
小型模組化反應爐引起了對傳統許可過程的重新評估。2009年10月的一次研討會和 2010 年 6 月的另一次研討會審議了該主題，隨後於2010年5月舉行了美國國會聽證會。多個美國機構正在努力定義小型模組化反應爐許可。 然而，一些人認為，降低安全法規以推動小型模組化反應爐的發展可能會抵消其增強的安全特性。
美國先進反應爐示範計劃預計將在 2020 年代幫助許可和建造兩座原型小型模組化反應爐，政府資助高達 40 億美金。

## 核擴散
核擴散，或使用核材料製造核武器，是小型模組化反應爐的一個擔憂。因為小型模組化反應爐的發電能力較低和體積上較少，它們旨在部署在比傳統核電廠更多的位置。預計小型模組化反應爐將在很大程度上減少人員配備水平。這種組合產生人員在物理上保護反應爐和反應爐安全等問題。
佷多小型模組化反應爐旨在解決這些問題。核燃料可以是低濃縮鈾，低於20%的可裂變的U-235。這種少量的次武器級鈾不太適合生產核武器。一旦燃料被照射，裂變產物和裂變材料的混合物具有高放射性，且需要特殊處理，防止隨意盜竊。
有些小型模組化反應爐設計是為一次性添加核燃料而設計的。這通過消除現場核燃料處理來提高抗擴散性，並意味著燃料可以密封在反應爐內。但是這種設計需要大量燃料，這可能使其成為更具吸引力的目標。一個200MWe 堆芯壽命為30年的輕水小型模組化反應爐，在壽命結束時可能含有約2.5噸鈈。
與傳統的鈾循環相比，設計用於使用釷運作的輕水堆提供了更高的抗核擴散能力，儘管融鹽反應爐具有很大的風險。
小型模組化反應爐設施減少了核燃料的存取，因為反應爐在運輸前添加燃料，而不是在最終地點。

## 反應爐設計
設計   許可   興建中   運轉中   取消   退役
| 反應爐名稱 | 總功率 (MWe)                 | 類型               | 製造商                                          | 國家        | 狀態                                              |
| --- | ---------------------------- | ------------------ | ----------------------------------------------- | ----------- | ------------------------------------------------- |
| 4S | 10–50                        | 鈉冷快中子反應爐   | 东芝                                            | 日本        | 详细设计                                          |
| ABV-6 | 6–9                          | 壓水反應爐         | OKBM Afrikantov                                 | 俄羅斯      | 详细设计                                          |
| ACP100 | 125                          | 壓水反應爐         | 中國核工業集團                                  | 中國        | 在建中                                            |
| TMSR-LF1 | 10                           | 熔鹽反應爐         | 中國核工業集團                                  | 中國        | 在建中                                            |
| ARC-100 | 100                          | 鈉冷快中子反應爐   | ARC Nuclear                                     | 加拿大      | 审核供应商设计中。 2019年12月一套机组被许可建设。 |
| MMR | 5                            | 熔鹽反應爐         | Ultra Safe Nuclear Corp.                        | 加拿大      | 许可阶段                                          |
| ANGSTREM | 6                            | 鉛冷快中子反應爐   | OKB Gidropress                                  | 俄羅斯      | 概念设计                                          |
| B&W mPower | 195                          | 壓水反應爐         | Babcock & Wilcox                                | 加拿大      | 2017年3月取消                                     |
| BANDI-60 | 60                           | 壓水反應爐         | KEPCO                                           | 韩国        | 详细设计                                          |
| BREST-OD-300 | 300                          | 鉛冷快中子反應爐   | Atomenergoprom                                  | 俄羅斯      | 在建中                                            |
| 沸水反應爐X-300 | 300                          | 進步型沸水式反應爐 | GE Hitachi Nuclear Energy                       | 加拿大      | 许可阶段                                          |
| CAREM | 27–30                        | 壓水反應爐         | CNEA                                            | 阿根廷      | 在建中                                            |
| Copenhagen Atomics Waste Burner | 50                           | 熔鹽反應爐         | Copenhagen Atomics                              | 丹麥        | 概念设计                                          |
| HTR-PM | 210 (2 reactors one turbine) | 高溫氣冷爐         | 中國華能集團                                    | 中国        | 一个反应爐已接入电网。                            |
| ELENA | 0.068                        | 壓水反應爐         | Kurchatov Institute                             | 俄羅斯      | 概念设计                                          |
| Energy Well | 8.4                          | 熔鹽反應爐         | Centrum výzkumu Řež                             | 捷克        | 概念设计                                          |
| Flexblue | 160                          | 壓水反應爐         | Areva TA / DCNS group                           | 法國        | 概念设计                                          |
| Fuji MSR | 200                          | 熔鹽反應爐         | International Thorium Molten Salt Forum (ITMSF) | 日本        | 概念设计                                          |
| GT-MHR | 285                          | GTMHR              | OKBM Afrikantov                                 | 俄羅斯      | 概念设计（已完成）                                |
| G4M | 25                           | 鉛冷快中子反應爐   | Gen4 Energy                                     | 加拿大      | 概念设计                                          |
| GT-MHR | 50                           | GTMHR              | General Atomics, Framatom                       | 加拿大,法國 | 概念设计                                          |
| IMSR400 | 185–192                      | 熔鹽反應爐         | Terrestrial Energy                              | 加拿大      | 概念设计                                          |
| TMSR-500 | 500                          | 熔鹽反應爐         | ThorCon                                         | 印尼        | 概念设计                                          |
| IRIS | 335                          | 壓水反應爐         | Westinghouse-led                                | 國際        | 设计 (基础)                                       |
| KLT-40C | 70                           | 壓水反應爐         | OKBM Afrikantov                                 | 俄羅斯      | 运行中，2019年12月                                |
| MCSFR | 50–1000                      | MCSFR              | Elysium Industries                              | 加拿大      | 概念设计                                          |
| MHR-100 | 25–87                        | 高溫氣冷爐         | OKBM Afrikantov                                 | 俄羅斯      | 概念设计                                          |
| MHR-T | 205.5 (x4)                   | 高溫氣冷爐         | OKBM Afrikantov                                 | 俄羅斯      | 概念设计                                          |
| MRX | 30–100                       | 壓水反應爐         | JAERI                                           | 日本        | 概念设计                                          |
| NP-300 | 100–300                      | 壓水反應爐         | Areva TA                                        | 法国        | 概念设计                                          |
| NuScale | 45                           | 壓水反應爐         | NuScale Power LLC                               | 加拿大      | 许可阶段                                          |
| Nuward | 300–400                      | 壓水反應爐         | consortium                                      | 法国        | 概念设计阶段，预计2030年完工                      |
| OPEN100 | 100                          | 壓水反應爐         | Energy Impact Center                            | 加拿大      | 概念设计                                          |
| PBMR-400 | 165                          | 高溫氣冷爐         | Eskom                                           | 南非        | 取消、项目无限期搁置                              |
| Rolls-Royce SMR | 470                          | 壓水反應爐         | Rolls-Royce                                     | 英国        | 设计阶段                                          |
| SEALER | 55                           | 鉛冷快中子反應爐   | LeadCold                                        | 瑞典        | 设计阶段                                          |
| SMART | 100                          | 壓水反應爐         | KAERI                                           | 韩国        | 获得许可                                          |
| SMR-160 | 160                          | 壓水反應爐         | Holtec International                            | 加拿大      | 概念设计                                          |
| SVBR-100 | 100                          | 鉛冷快中子反應爐   | OKB Gidropress                                  | 俄羅斯      | 详细设计                                          |
| SSR-W | 300–1000                     | 熔鹽反應爐         | Moltex Energy                                   | 英国        | 概念设计                                          |
| S-PRISM | 311                          | FBR                | GE Hitachi Nuclear Energy                       | 加拿大/日本 | 详细设计                                          |
| TerraPower | 10                           | TWR                | Intellectual Ventures                           | 加拿大      | 概念设计                                          |
| U-Battery | 4                            | 高溫氣冷爐         | U-Battery consortium                            | 英国        | 设计和开发阶段                                    |
| VBER-300 | 325                          | 壓水反應爐         | OKBM Afrikantov                                 | 俄羅斯      | 许可阶段                                          |
| VK-300 | 250                          | 沸水反應爐         | Atomstroyexport                                 | 俄羅斯      | 详细设计                                          |
| VVER-300 | 300                          | 沸水反應爐         | OKB Gidropress                                  | 俄羅斯      | 概念设计                                          |
| Westinghouse SMR | 225                          | 壓水反應爐         | Westinghouse Electric Company                   | 加拿大      | 早期设计完成，项目取消                            |
| Xe-100 | 80                           | 高溫氣冷爐         | X-energy                                        | 加拿大      | 概念设计                                          |
| Updated as of 2014. Some reactors are not included in IAEA Report. Not all IAEA reactors are listed there are added yet and some are added (anno 2021) that were not yet listed in the now dated IAEA report. |                              |                    |                                                 |             |                                                   |

1. ↑  Multi-unit complex based on the GT-MHR reactor design
2. ↑  Urenco Group in collaboration with Jacobs and Kinectrics